# Дін Девлін
Дін Девлін (нар. 27 серпня 1962, Нью-Йорк) — американський кінорежисер, сценарист, продюсер, телережисер і колишній актор. він є засновником продюсерської компанії Electric Entertainment.

## Особисте життя
Девлін народився у Нью-Йорку, в родині акторки Пілар Серат та сценариста, актора і продюсера Дона Девліна. Його батько був євреєм, а мати філіппінкою. Він одружений з акторкою Лізою Бреннер. Девлін має двох дочок[джерело не вказане 3067 днів].

## Кар'єра

### Фільми
Девлін з'явився як актор у численних телевізійних шоу 1980-х років. Він також з'являвся у фільмах, серед яких Мій охоронець, Дике життя, Справжній геній та Марсіани, геть додому. Через свій молодий вигляд Девлін часто грав персонажів-підлітків, хоча йому було 20 років.
Девлін поступово почав писати сценарії. За його першим сценарієм було знято Універсального солдата. Він здобув популярність як сценарист і продюсер, працюючи спільно з режисером Роландом Еммеріхом, з яким він об'єднався після ролі в його фільмі Місяць-44. Разом вони написали та спродюсували Зоряну браму — перший фільм із власним вебсайтом. Потім команда спродюсувала День незалежності та Ґодзіллу. Вони розділилися після фільму Мела Гібсона 2000 року Патріот, але знову об'єдналися та 2015 року зняли День незалежності: Відродження. Девлін також спродюсував Стільниковий, Хто вбив електромобіль? та Ескадрилью «Лафаєт».
Девліна було призначено режисером науково-фантастичного бойовика Геошторм для Warner Bros. Випуск фільму було призначено на березень 2016 року, але згодом перенесено на жовтень 2017 року. Як повідомляється, головну роль виконає Джерард Батлер разом із Джимом Стерджесом, Еббі Корніш, Едом Гаррісом та Енді Гарсією.
2013 року Девлін сказав про розробку майбутнього кримінального фільму під назвою «Поганий самаритянин».

### Телебачення
Девлін також спродюсував міні-серіали Трикутник та Противага, в останньому з яких зрежисував 12 епізодів, і наразі продюсує франшизу Бібліотекар. Він також брав участь у створення серіалу Відвідувач.

### Відеоігри
Девлін був радником компанії-розробника відеоігор ZeniMax Media з 1999 до 2004 року.

## Фільмографія
| Рік  | Назва                          | Режисер | Продюсер | Сценарист | Актор                              |
| ---- | ------------------------------ | ------- | -------- | --------- | ---------------------------------- |
| 1984 | Дике життя                     |         |          |           | продавець магазину спиртних напоїв |
| 1985 | Межі міста                     |         |          |           | Ерні                               |
| 1985 | Справжній геній                |         |          |           | Мілтон                             |
| 1989 | Марсіани, геть додому          |         |          |           | Джо Фледермаус                     |
| 1990 | Місяць-44                      |         |          |           | Тайлер                             |
| 1991 | Загальний вплив                |         |          |           | дорослий менеджер книгарні         |
| 1992 | Універсальний солдат           |         |          | Так       |                                    |
| 1994 | Зоряна брама                   |         | Так      | Так       |                                    |
| 1996 | День незалежності              |         | Так      | Так       |                                    |
| 1998 | Ґодзілла                       |         | Так      | Так       |                                    |
| 2000 | Патріот                        |         | Так      |           |                                    |
| 2002 | Атака павуків                  |         | Так      |           |                                    |
| 2004 | Стільниковий                   |         | Так      |           |                                    |
| 2006 | Ескадрилья «Лафаєт»            |         | Так      |           |                                    |
| 2016 | День незалежності: Відродження |         | Так      | Так       |                                    |
| 2017 | Геошторм                       | Дебют   | Так      | Так       |                                    |
| 2018 | Лігво Монстра                  | Так     | Так      |           |                                    |
| 2020 | Майже рай                      |         | Так      | Так       |                                    |
| 2021 | Leverage: Redemption           |         | Так      |           |                                    |